# Reichstag zu Worms (1056)
Der Reichstag zu Worms 1056 ist eine Reichsversammlung, von der nicht ganz sicher ist, ob sie überhaupt stattfand. In der Fachliteratur wird das teilweise angenommen.